# Nicolaas Laurens Burman

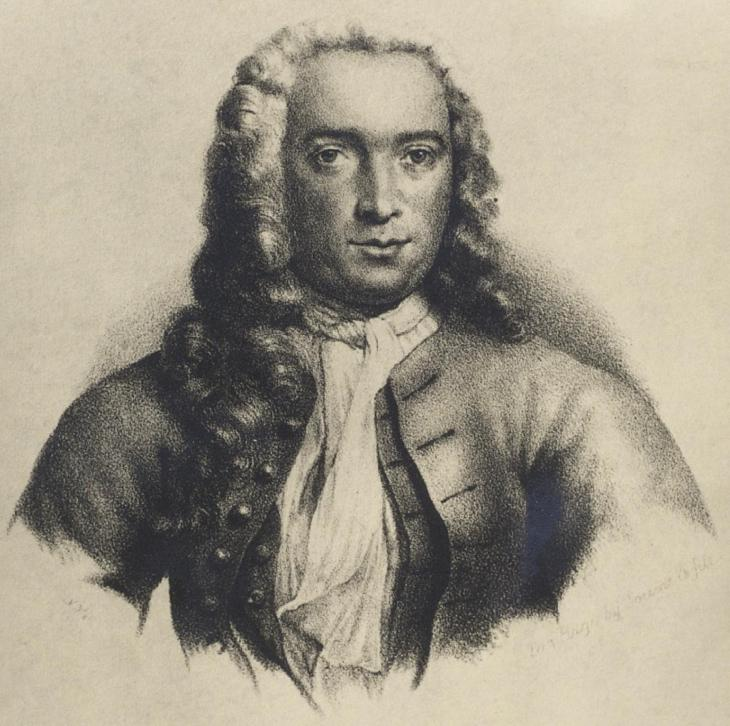

Nicolaas Laurens Burman, cách viết khác Nicolaus Laurent Burman (27/12/1734 – 11/9/1793) là một nhà thực vật học người Hà Lan.
Ông là con trai của Johannes Burman (1707–1780), một nhà thực vật học kiêm thầy thuốc. Năm 1759 ông lấy bằng tiến sĩ về thực vật học, một chủ đề không phổ biến vào thời điểm đó, tại Leiden. Cũng từ năm 1759 ông trao đổi thư từ với Carl Linnaeus và năm 1760 theo học nhà khoa học này tại Đại học Uppsala. Sau khi trở về quê nhà ông còn tiếp tục trao đổi thư từ với Carl Linnaeus đến năm 1773.
Năm 1769, ông trở thành trợ lý cho cha mình và năm 1777 kế tục cha mình vào chức giáo sư thực vật học tại Athenaeum Illustre xứ Amsterdam và tại Hortus Botanicus Amsterdam (vườn thực vật Amsterdam). Ông sống tại nhà số 532 Keizersgracht.
Ông là tác giả của một số tác phẩm như Specimen botanicum de geraniis (1759) và Flora Indica (1768) được Johann Gerhard Koenig (1728–1785) hoàn thành sau này.